# Барнетт, Джон Фрэнсис
Джон Фрэнсис Барнетт (англ. John Francis Barnett; 16 октября 1837, Лондон — 24 ноября 1916, там же) — британский композитор, пианист и музыкальный педагог. Племянник композитора Джона Барнетта.
Учился в Королевской академии музыки, затем в 1857—1860 гг. в Лейпцигской консерватории у Луи Плайди, где его пианистическим мастерством восхищался младший соученик Эдвард Григ.
Завоевал первоначальную известность симфонией ля минор (1864), за которой последовали кантаты «Старый мореход» (англ. The Ancient Mariner; 1867, по Сэмюэлу Кольриджу) и «Рай и пери» (англ. Paradise and the Peri, по Томасу Муру), оратория «Воскрешение Лазаря», различные фортепианные и оркестровые пьесы. В 1883 г. на основании набросков Франца Шуберта завершил его оставшуюся незаконченной симфонию ми мажор D. 729.
Преподавал фортепиано в Национальной школе обучения музыке (англ. National Training School for Music) — учебном заведении, существовавшем в 1875—1882 гг., непосредственном предшественнике Королевского колледжа музыки, где среди его учеников был, в частности, Херберт Фрэнсис Шарп.